# مثليات أحمر الشفاه

علم مثليات أحمر الشفاه.

أحمر شفاه السحاقيات هو مصطلح دارج لمثليات الجنس الائي يعرضن قدرًا أكبر من سمات الأنوثة بالنسبة إلى تعبيرات الجنس الأخرى، مثل استخدام المكياج، وخاصةً أحمر الشفاه، وارتداء الفساتين أو التنانير وأي خصائص أخرى مرتبطة بجماليات المرأة. يستخدم مصطلح مثلية أحمر الشفاه أيضًا لتمييز التعبير النسائي عن النساء ذوات ازدواجية التوجه الجنسي اللائي يهتممن جنسيًا أو بالنساء الأخريات، أو بالموضوع الأوسع للنشاط الجنسي بين الإناث.

## التعريف والمجتمع

علم مثليات أحمر الشفاه من غير الشفاه.

بدأ استخدام مصطلح مثليات أحمر الشفاه في سان فرانسيسكو منذ ثمانينات القرن الماضي على الأقل. وفي عام 1982، كتبت بريسلا رودس الصحفية بصحيفة الحارس The Sentinel للمثليين جنسيًا، قصة طويلة عن مثليات أحمر الشفاه. وفي عام 1990، تحدثت صحيفة أوت ويك OutWeek الخاصة بالمثليين عن جمعية المثليات Lesbian Ladies Society، وهي مجموعة اجتماعية من المثليات  تتخذ من واشنطن مقراً لها والتي تطلب من النساء ارتداء اللباس أو التنورة في وظائفها. ويُعتقد أن هذا المصطلح قد ظهر على نطاق واسع في أوائل التسعينيات. كما ناقشت حلقة من البرنامج التلفزيوني لإيلين في عام 1997 هذه العبارة على نطاق واسع. توضح شخصية ألين دي جينيريس في الحلقة التي سألها والديها عما إذا كانت امرأة مثلية، وأوضحت أنه يمكن أن تُطلق عليها مثليات أحمر الشفاه.
علق بعض المؤلفين أن مصطلح مثليات أحمر الشفاه يستخدم عادة على نطاق واسع لإحالة النساء ذوات الميول الجنسية الثنائية أو النساء ذوات الميول الجنسية اللاتي يظهرن بشكل مؤقت اهتمامًا جنسيًا أو شهوانيًا في النساء الأخريات لإبهار الرجال. على سبيل المثال، تنص جودي براين في موسوعة النوع الاجتماعي والمجتمع لعام 2009 بالمجلد الأول على أن "التصور الشائع لمثلية أحمر الشفاه يشمل نساء جذابات تقليديات وغير مشبعات جنسيًا يرغبن في بعضهن البعض ولكن بقدر ما تكون رغبتهن هي أداء للمشاهدين الذكور أو مقدمة لممارسة الجنس مع الرجال". في التقاطع الجنسي والجنس والعلاج النفسي، يتم تعريف مصطلح مثلية أحمر الشفاه على أنها "امرأة مثلية تظهر سمات أنثوية مثل ارتداء المكياج والفساتين والأحذية ذات الكعب العالي". ويضيف الكتاب أن "التكرارات الأكثر حداثة للأشكال الأنثوية من المثليات مثل ارتداء الفساتين أو التنانير أو بنطلون جينز وتكثر من استخدام المكياج أو المجوهرات". ذكر الكاتب باز جالوبو أن "الشابات المعرضات لوسائل الإعلام السائدة يشاهدن تعبيرات عن الرغبة الجنسية المثلية بين النساء بشكل متكرر أكثر من أي وقت مضى. وتكون الصور السائدة لرغبة المثليين جنسيًا بين النساء محددة للغاي، مما يعني أنها غالبًا ما تكون لمثليات أحمر الشفاه.